# Thomas Brodie-Sangster
Thomas Brodie-Sangster (ur. 16 maja 1990 w Londynie) – angielski aktor, gitarzysta i model.

## Życiorys
Urodził się w Southwark w Londynie jako syn aktorki Tashy Bertram oraz montażysty filmowego Marka Ernesta Sangstera. Thomas ma mieszane pochodzenie etniczne. Rodzina jego ojca pochodzi z Banchory w Szkocji. Dzięki przodkom po stronie mamy ma korzenie kornwalijskie i walijskie. Jego pradziadek, Cyril Anthony Bertram (1897-1978), był powieściopisarzem. Thomas jest kuzynem trzeciego stopnia pokrewieństwa aktora Hugh Granta, ponieważ jego prababcia, Barbara May Randolph, i babcia Granta Margaret Isabel Randolph były siostrami. Ma młodszą siostrę Avę Caitlin (ur. 1994).
Zaczynał karierę jako aktor dziecięcy. Oprócz ról filmowych brał też udział w nagraniu słuchowisk radiowych. Opanował grę na basie i gitarze, uczył się też gry na perkusji do komedii romantycznej Richarda Curtisa To właśnie miłość (2003) oraz na gitarze leworęcznej, by zagrać leworęcznego Paula McCartneya w dramacie biograficznym John Lennon. Chłopak znikąd (2009). Zagrał także m.in. w filmach: Niania, Ostatni legion, Więzień labiryntu oraz serialach: Gra o tron, Gambit królowej, Fineasz i Ferb.
W lipcu 2023 ogłosił zaręczyny z aktorką Talulah Riley, a 22 czerwca 2024 roku w kościele św. Jerzego w Anstey para wzięła ślub.

## Filmografia

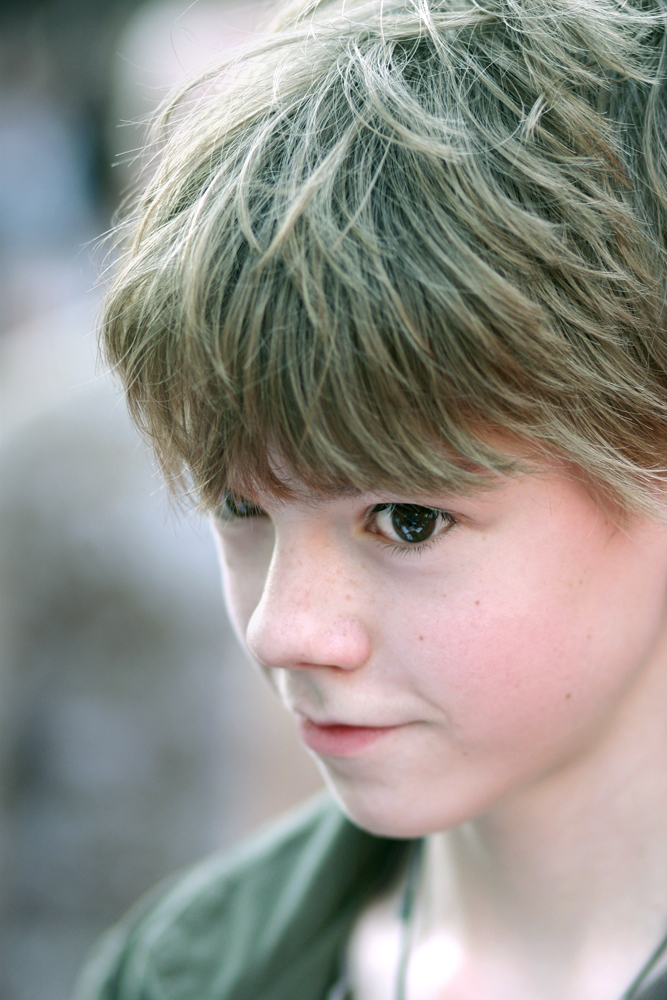
Thomas Sangster (2006)

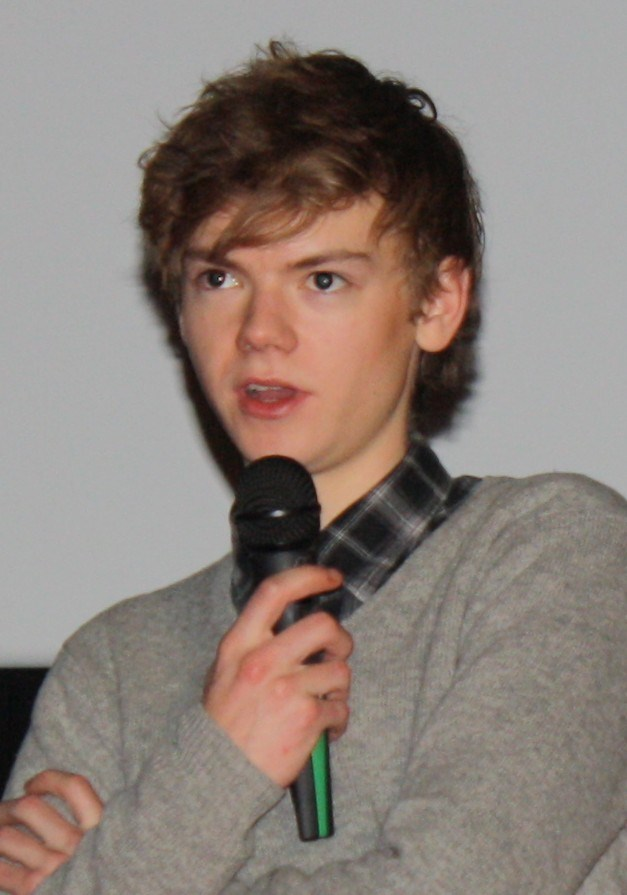
Thomas Sangster (2011)

- 2001: Jim ze stacji (Station Jim, film TV) jako Henry
- 2001: Poczta serc (The Miracle of the Cards, film TV) jako Craig Shergold
- 2002: Mrs Meitlemeihr jako chłopiec 1
- 2002: Dziewczyna Bobbiego (Bobbie's Girl, miniserial TV) jako Alan
- 2002: Jaskiniowiec (Stig of the Dump) jako Barney
- 2002: London's Burning (serial TV) jako Stephen
- 2003: To właśnie miłość (Love Actually) jako Sam
- 2003: Nasza nadzieja (Entrusted) jako Thomas von Gall
- 2003: Hitler: Narodziny zła (Hitler: The Rise of Evil) jako Adolf Hitler (10 lat)
- 2003: Komandosi (Ultimate Force, serial TV) jako Gabriel
- 2003 Sekretny świat misia Beniamina jako Sebastian Biggleboar
- 2004: Chłopiec z piór jako Robert Nobel
- 2005: Julian Fellowes Investigates: A Most Mysterious Murder (serial TV) jako John Duff
- 2005: Niania (Nanny McPhee) jako Simon Brown
- 2006: Tristan i Izolda (Tristan & Isolde) jako młody Tristan
- 2007: Ostatni legion (The Last Legion) jako Romulus Augustus
- 2007: Doktor Who (Doctor Who, serial TV) jako Timothy 'Tim' Latimer
- 2007–2015: Fineasz i Ferb (Phineas and Ferb, serial TV) jako Ferb Fletcher
- 2007: Piekarz (Lewis) (serial TV) jako Adam Douglas
- 2008: Pinokio – opowieść o chłopcu z drewna (Pinocchio, film TV) jako Knot
- 2009: Jaśniejsza od gwiazd (Bright Star) jako Samuel Brawne
- 2009: John Lennon. Chłopak znikąd (Nowhere Boy) jako Paul McCartney
- 2010: Oskarżeni (Accused) jako Jake Murray
- 2010: The Alchemistic Suitcase jako Chłopak
- 2010: Take Two with Phineas and Ferb jako Ferb Fletcher
- 2010: Some Dogs Bite jako Casey
- 2011: Fineasz i Ferb: Podróż w drugim wymiarze (Phineas and Ferb the Movie: Across the 2nd Dimension) jako Ferb Fletcher
- 2011: Albatros (Albatross) jako Mark
- 2011: Śmierć superbohatera (Death of a Superhero) jako Donald
- 2011: My Left Hand Man jako Samuel Emerson
- 2011: Ostatnia klątwa (Hideaways) jako Liam
- 2012: In Love with Dickens jako Pip
- 2012: Bracia Oodie (The Bayton Outlaws) jako Rob
- 2013: Brzydkie kaczątko jako Brzydkie kaczątko
- 2013: Na orbicie długo i szczęśliwie (Orbit Ever After) jako Nigel
- 2013–2014: Gra o tron (Game of Thrones, serial TV) jako Jojen Reed
- 2014: Phantom Halo jako Samuel Emerson
- 2014: Więzień labiryntu (Maze Runner) jako Newt
- 2015: Thunder Birds are Go! jako Gordon Tracy / John Tracy
- 2015: Więzień labiryntu: Próby ognia (Maze Runner: Scorch Trials) jako Newt
- 2015: Gwiezdne wojny: Przebudzenie Mocy jako oficer Najwyższego Porządku
- 2015: Wolf Hall jako Rafe
- 2017: Red Nose Day Actually jako Sam
- 2017: Bezbożnicy jako Whitey Winn
- 2018: Więzień labiryntu: Lek na śmierć (Maze Runner: The Death Cure) jako Newt
- 2020: Gambit królowej (The Queen’s Gambit, miniserial) jako Benny Watts
- 2022: Pistol jako Malcolm McLaren

## Nagrody i nominacje
| Rok  | Nagroda            | Kategoria                                                       | Tytuł                                 | Rezultat  |
| ---- | ------------------ | --------------------------------------------------------------- | ------------------------------------- | --------- |
| 2004 | Nagroda Satelita   | Najlepszy aktor drugoplanowy w komedii lub musicalu             | To właśnie miłość (2003)              | Nominacja |
| 2004 | Young Artist Award | Najlepszy występ w filmie fabularnym – młody aktor drugoplanowy | To właśnie miłość (2003)              | Nominacja |
| 2007 | Young Artist Award | Najlepsza kreacja w filmie fabularnym – młody aktor             | Niania (2005)                         | Nominacja |
| 2007 | Young Artist Award | Najlepsza kreacja w filmie fabularnym – młoda obsada            | Niania (2005)                         | Nominacja |
| 2015 | Teen Choice Awards | Przełomowa rola kinowa                                          | Więzień labiryntu (2014)              | Nominacja |
| 2015 | Teen Choice Awards | Ulubiona chemia filmowa                                         | Więzień labiryntu (2014)              | Nominacja |
| 2016 | Teen Choice Awards | Ulubiona chemia filmowa                                         | Więzień labiryntu: Próby ognia (2015) | Wygrana   |